# Jakob Novak
Jakob Novak (4 marzo 1998) è un calciatore sloveno, centrocampista del Jeñis in prestito dall'Oțelul Galați.

## Carriera

### Club
Ha iniziato la carriera agonistica con l'Olimpia Lubiana il 18 luglio 2015 debuttando in Prva SNL contro il Gorica.

### Nazionale
Ha iniziato la carriera nazionale nella categorie giovanili disputando l'Europeo U17 di Bulgaria 2015. L'8 settembre 2019 ha esordito con la Slovenia U21.

## Statistiche

### Cronologia presenze e reti in nazionale
| Cronologia completa delle presenze e delle reti in nazionale ― Slovenia under 21 | Cronologia completa delle presenze e delle reti in nazionale ― Slovenia under 21 | Cronologia completa delle presenze e delle reti in nazionale ― Slovenia under 21 | Cronologia completa delle presenze e delle reti in nazionale ― Slovenia under 21 | Cronologia completa delle presenze e delle reti in nazionale ― Slovenia under 21 | Cronologia completa delle presenze e delle reti in nazionale ― Slovenia under 21 | Cronologia completa delle presenze e delle reti in nazionale ― Slovenia under 21 | Cronologia completa delle presenze e delle reti in nazionale ― Slovenia under 21 |
| Data                                                                             | Città                                                                            | In casa                                                                          | Risultato                                                                        | Ospiti                                                                           | Competizione                                                                     | Reti                                                                             | Note                                                                             |
| -------------------------------------------------------------------------------- | -------------------------------------------------------------------------------- | -------------------------------------------------------------------------------- | -------------------------------------------------------------------------------- | -------------------------------------------------------------------------------- | -------------------------------------------------------------------------------- | -------------------------------------------------------------------------------- | -------------------------------------------------------------------------------- |
| 8-9-2019                                                                         | Maribor                                                                          | Slovenia under 21                                                                | 2 – 2                                                                            | Francia under 21                                                                 | Amichevole                                                                       | -                                                                                | 66’                                                                              |
| Totale                                                                           |                                                                                  | Presenze                                                                         | 1                                                                                |                                                                                  | Reti                                                                             | 0                                                                                |                                                                                  |

## Palmarès

### Club

#### Competizioni nazionali
- Campionato sloveno: 2

Olimpia Lubiana: 2015-2016
Celje: 2019-2020